# Chiesa di San Pancrazio (Caprie)
La chiesa di San Pancrazio è la parrocchiale di Caprie, in città metropolitana di Torino e diocesi di Susa; fa parte della vicaria di Condove.

## Storia
Originariamente la comunità di Caprie dipendeva dalla pieve di Santa Maria di Susa; successivamente passò sotto la giurisdizione dell'abbazia di San Michele della Chiusa e la chiesa di San Pancrazio fu elevata al rango di pieve, sulla quale si estendeva l'influenza del monastero segusino di San Giusto.
Questa pieve, che all'inizio del XVII secolo versava in pessime condizioni, venne completamente riedificata nel 1612.
La parrocchiale fu nuovamente ricostruita a partire dal 1726; ultimata nel 1736, nel 1772 entrò a far parte della neo-eretta diocesi di Susa.
Nel 1978 la chiesa venne adeguata alle norme postconciliari mediante l'aggiunta del nuovo altare rivolto verso l'assemblea.

## Descrizione

### Facciata
La facciata a salienti della chiesa, in stile barocco e rivolta a oriente, è suddivisa da una cornice marcapiano in due registri, entrambi scanditi da lesene; quello inferiore, affiancato dalle ali laterali, presenta in posizione centrale il portale d'ingresso, sormontato da una sacra raffigurazione e da un timpano semicircolare, mentre quello superiore è caratterizzato da una finestra rettangolare e coronato dal frontone, in cui s'apre un oculo.
Annesso alla parrocchiale è il campanile a base quadrata, la cui cella presenta su ogni lato una monofora ed è coperta dal tetto a quattro falde.

### Interno
L'interno dell'edificio si compone di un'unica navata, sulla quale si affacciano quattro cappelle laterali introdotte da archi a tutto sesto e le cui pareti sono scandite da lesene sorreggenti la trabeazione sopra la quale si imposta la volta; al termine dell'aula si sviluppa il presbiterio, rialzato di alcuni gradini e chiuso dall'abside di forma semicircolare.